# Lajeado (distrito de São Paulo)
Lajeado es un distrito ubicado en la zona este de la ciudad de Sao Paulo, Brasil. Administrativamente pertenece a la subprefectura de Guaianases. 

## Distritos limítrofes
- Vila Curuçá e Itaim Paulista (norte).
- Municipio de Ferraz de Vasconcelos (este).
- Guaianases (sur).
- José Bonifácio, Itaquera y São Miguel Paulista (oeste).